# Lamberto Lippi
Lamberto Lippi (Viareggio, 15 gennaio 1915 – 1979) è stato un calciatore italiano, di ruolo attaccante.

## Caratteristiche tecniche
Giocò nel ruolo di ala sinistra.

## Carriera
Giocò in Serie A con la Lucchese ed in Serie B con Lucchese, Spezia e Viareggio.

## Palmarès

### Club

#### Competizioni regionali
- Prima Divisione: 1

Viareggio: 1932-1933